# Potštejn
Potštejn är en ort i Tjeckien.   Den ligger i distriktet Okres Rychnov nad Kněžnou och regionen Hradec Králové, i den östra delen av landet, 130 km öster om huvudstaden Prag. Potštejn ligger 315 meter över havet och antalet invånare är 881.